# Black Oak
Black Oak és una població dels Estats Units a l'estat d'Arkansas. Segons el cens del 2007 tenia 298 habitants.

## Demografia
Segons el cens del 2000, Black Oak tenia 286 habitants, 120 habitatges, i 81 famílies. La densitat de població era de 245,4 habitants/km².
Dels 120 habitatges en un 24,2% hi vivien nens de menys de 18 anys, en un 59,2% hi vivien parelles casades, en un 5% dones solteres, i en un 31,7% no eren unitats familiars. En el 28,3% dels habitatges hi vivien persones soles el 18,3% de les quals corresponia a persones de 65 anys o més que vivien soles. El nombre mitjà de persones vivint en cada habitatge era de 2,38 i el nombre mitjà de persones que vivien en cada família era de 2,94.
Per edats la població es repartia de la següent manera: un 20,3% tenia menys de 18 anys, un 6,6% entre 18 i 24, un 25,9% entre 25 i 44, un 24,5% de 45 a 60 i un 22,7% 65 anys o més.
L'edat mediana era de 42 anys. Per cada 100 dones de 18 o més anys hi havia 98,3 homes.
La renda mediana per habitatge era de 22.353 $ i la renda mediana per família de 32.917 $. Els homes tenien una renda mediana de 26.042 $ mentre que les dones 20.833 $. La renda per capita de la població era de 13.237 $. Entorn del 10,7% de les famílies i el 17,5% de la població estaven per davall del llindar de pobresa.

## Poblacions més properes
El següent diagrama mostra les poblacions més properes.